# Falaropo-de-bico-grosso
O falaropo-de-bico-grosso (Phalaropus fulicarius), também conhecido como pisa-n'água-de-bico-grosso (no Brasil), é uma ave pertencente à ordem Charadriiformes e à família Scolopacidae. É um pouco maior que o falaropo-de-bico-fino, do qual se distingue pelo seu tamanho maior e pelo bico mais grosso.
Nidifica nas latitudes árticas da Europa, da Ásia e da América e inverna no mar, em latitudes tropicais. Passa em Portugal, sobretudo durante a passagem migratória.

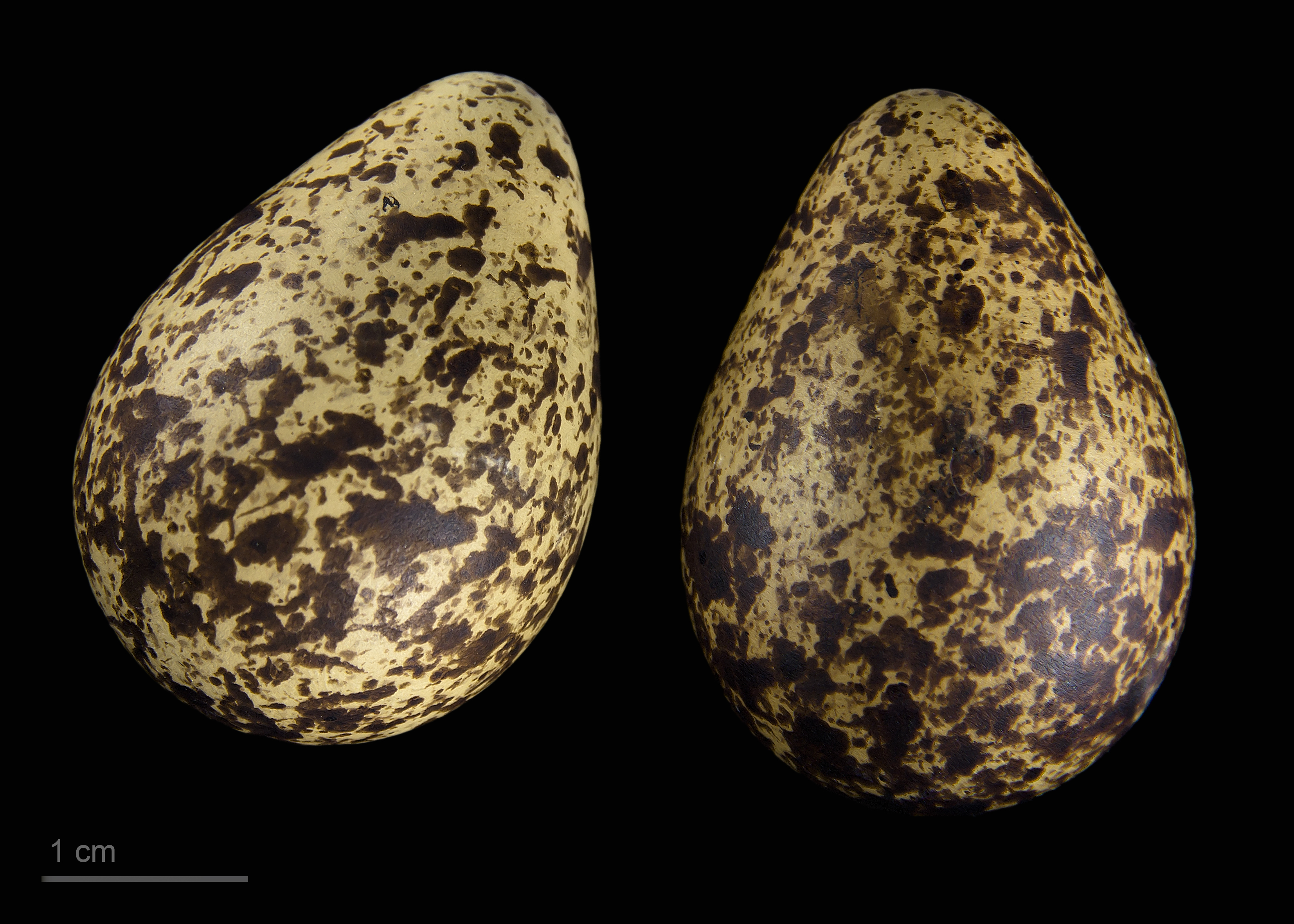
Phalaropus fulicarius - MHNT
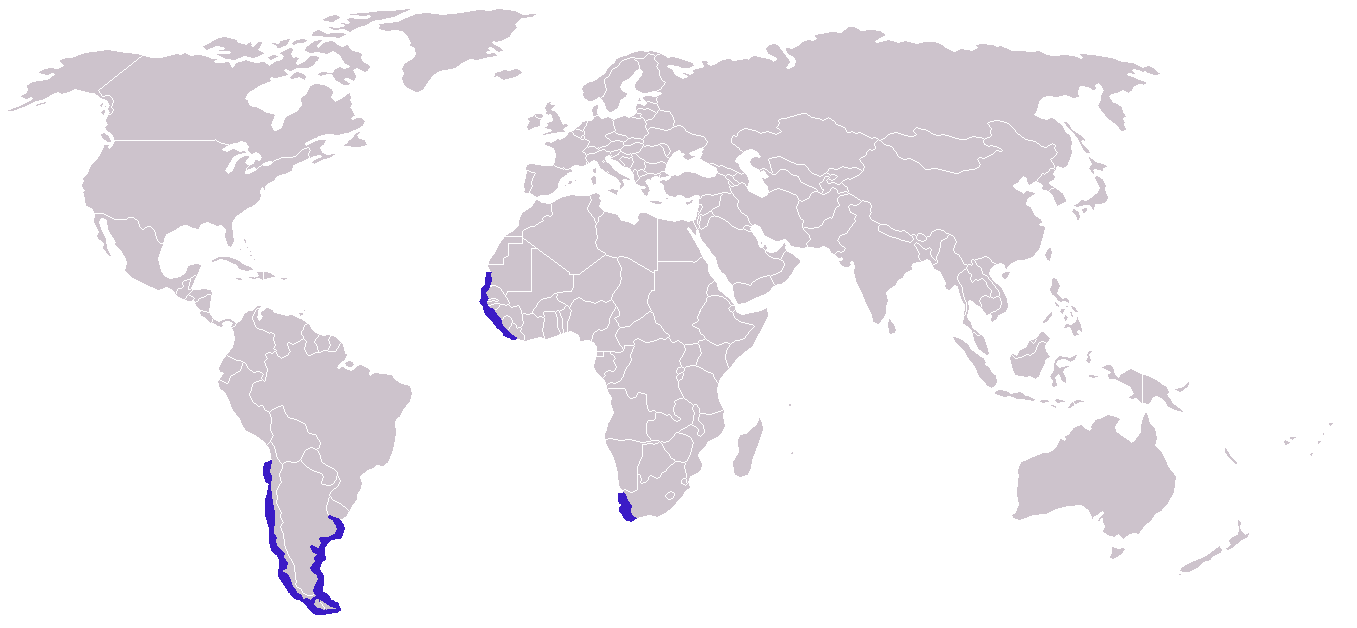
Invernagem

## Subespécies
A espécie é monotípica (não são reconhecidas subespécies)